# Abdullah Otayf
Abdullah Ibrahim Otayf (en árabe: عبدالله إبراهيم عطيف; Riad, Arabia Saudita, 3 de agosto de 1992) es un futbolista saudí. Juega como centrocampista en el Al-Ahli de la Liga Profesional Saudí.
Sus hermanos Abdoh, Saqr, Ahmed y Ali también son futbolistas.
Es admirador del futbolista español Sergio Busquets, e incluso le ha dedicado un gol.

## Selección nacional
Fue el capitán de Arabia Saudita en la Copa Mundial sub-20 de 2011. Hizo su debut con la selección mayor el 9 de diciembre de 2012 en un empate sin goles ante Irán por el Campeonato de Asia Occidental. Lleva disputados 39 partidos internacionales y ha convertido un gol.
El 4 de junio de 2018 el entrenador Juan Antonio Pizzi lo incluyó en la lista de veintitrés jugadores que disputarían la Copa del Mundo de 2018 en Rusia.

### Participaciones en Copas del Mundo
| Mundial                     | Sede     | Resultado        | Partidos | Goles |
| --------------------------- | -------- | ---------------- | -------- | ----- |
| Copa Mundial Sub-20 de 2011 | Colombia | Octavos de final | 4        | 0     |
| Copa Mundial de 2018        | Rusia    | Fase de grupos   | 3        | 0     |
| Copa Mundial de 2022        | Catar    | Fase de grupos   | 0        | 0     |

### Participaciones en Copas Asiáticas
| Copa                                | Sede                   | Resultado        | Partidos | Goles |
| ----------------------------------- | ---------------------- | ---------------- | -------- | ----- |
| Campeonato Sub-16 de la AFC de 2008 | Uzbekistán             | Cuartos de final | 4        | 0     |
| Campeonato Sub-22 de la AFC de 2013 | Omán                   | Subcampeón       | 5        | 0     |
| Copa Asiática 2019                  | Emiratos Árabes Unidos | Octavos de final | 4        | 0     |

## Clubes
| Club      | País           | Año       |
| --------- | -------------- | --------- |
| Al-Shabab | Arabia Saudita | 2011-2012 |
| Louletano | Portugal       | 2012-2013 |
| Al-Hilal  | Arabia Saudita | 2013-2023 |
| Al-Ahli   | Arabia Saudita | 2023-     |

## Palmarés

### Campeonatos nacionales
| Título                         | Club     | País           | Año  |
| ------------------------------ | -------- | -------------- | ---- |
| Copa del Rey de Campeones      | Al-Hilal | Arabia Saudita | 2015 |
| Supercopa de Arabia Saudita    | Al-Hilal | Arabia Saudita | 2015 |
| Copa del Príncipe de la Corona | Al-Hilal | Arabia Saudita | 2016 |
| Liga Profesional Saudí         | Al-Hilal | Arabia Saudita | 2017 |
| Copa del Rey de Campeones      | Al-Hilal | Arabia Saudita | 2017 |
| Liga Profesional Saudí         | Al-Hilal | Arabia Saudita | 2018 |
| Supercopa de Arabia Saudita    | Al-Hilal | Arabia Saudita | 2018 |
| Liga Profesional Saudí         | Al-Hilal | Arabia Saudita | 2020 |
| Copa del Rey de Campeones      | Al-Hilal | Arabia Saudita | 2020 |

### Copas internacionales
| Título                      | Club     | Sede    | Año     |
| --------------------------- | -------- | ------- | ------- |
| Liga de Campeones de la AFC | Al-Hilal | Saitama | 2019    |
| Liga de Campeones de la AFC | Al-Ahli  | Yidda   | 2024-25 |

### Distinciones individuales
| Distinción                                           | Año  |
| ---------------------------------------------------- | ---- |
| Jugador más valioso de la Copa de Naciones del Golfo | 2019 |